# David Gemmell
David Andrew Gemmell (London, 1948. augusztus 1. – Hastings, 2006. július 28.) brit fantasy író. Első műve az 1984-ben megjelent Legenda című hősi fantasy regénye nagy siker volt és megalapozta írói karrierjét. Halála után nevével fantasy írói díjat alapítottak.

## Élete

### Korai évek
Gemmell 1948-ban született Londonban. Még iskoláskorában ismerkedett meg J. R. R. Tolkien A hobbit c. regényével, amikor egyik tanára azt felolvasta az osztálynak. Akkor megkedvelte Tolkien műveit és a fantasy műfaját. Tizenhat évesen iskolai tanulmányait kénytelen volt megszakítani, mert szervezett szerencsejáték működtetéséért eljárás indult ellene és távoznia kellett az iskolából. Így a magas és jó erőben lévő Gemmell kétkezi munkásként és kocsmai kidobóemberként dolgozott a londoni Soho bárjaiban. Tehetsége volt az íráshoz, így később szabadúszó riporterként dolgozott a The Daily Mail, a Daily Mirror és a The Daily Express újságoknak is.

### A Legenda születése
1976-ban a 28 éves David Gemmell hátfájási panaszokkal orvoshoz fordult. Az előzetes vizsgálatok alapján felmerült a rák betegség esélye, így további részletes vizsgálatokra volt szükség. Ez idő alatt – hogy a félelemről és bizonytalanságtól elvonja a figyelmét – egy történet írásába kezdett. A vázlatos történet lehetséges betegségének metaforája lett. A történet egy elkeseredett és egyenlőtlen heroikus küzdelemről szólt. A támadó Nadír hordák a rákot jelképezték, a velük szemben álló erőd, a Dros Delnoch pedig ő maga volt (az erőd grófja rákbetegségben hal meg a történet szerint). A regény befejezésével megvárta a vizsgálati eredményeket és a befejezést ez alapján írta meg. A vizsgálatok végül is kizárták a betegséget, de megszületett a „Legenda” vázlata. Gemmell azonban nem tartotta jónak, így nem foglalkozott a publikálással. Végül egy barát – aki olvasta a vázlatot – biztatására átírta és a Century könyvkiadónak eladta a kiadási jogokat 1982-ben.
A kiadó végül 1984-ben adta ki a könyvet és hatalmas siker lett. A könyv gyorsan az eladási listák élére került és Gemmell egy csapásra ismert és elismert fantasy író lett.

### Írói karrier
Aktív író volt és élet folyamán több mint 30 regényt írt (ebből egyet Stella Gemmell, a második felesége fejezett be). A termékeny és tehetséges író jókor volt jó helyen, ugyanis a szerepjáték hatására a 80-as 90-es években a fantasy keresett műfajjá vált. Gemmell specialitása a hősi (heroic) fantasy lett és mivel regényeiben minimális volt a varázslatok és a mágikus lények száma, így az ún. „low fantasy”, vagyis az enyhe fantasy koronázatlan királyának is tekinteték, amely stílusban időnként George R. R. Martin is jeleskedik.
A Legenda után következő művek szintén e sikerkönyv világában, Drenaiban játszódnak és a Legendában nyitva marad kérdésekre és utalásokra építve lassan kialakult a tizenegy részes „Drenai saga”. Habár az 1980-as években csak két új rész készül el, de az évek folyamán újabb és újabb könyvvel gazdagodott a széria, melynek utolsó darabja 2004-ben került kiadásra. 1986-ban elbocsátják állásából, mert a harmadik könyvében, az Árnyjáróban (Waylander) kollégái nevét használja fel a történet karaktereihez. Ezután főállású író lesz.
Még a 80-as években – elszakadva Drenai világától – új hősöket és világokat alkotott. John Shannow történetei szokatlan módon a Földünkön játszódik, egy poszt-apokaliptikus (világvége utáni) jövőben. Egy esetben, teljesen elszakadva a fantasy világtól, ír egy krimi thrillert is „White Knight, Black Swan” (1993) címmel, de a stílusváltás miatt Ross Harding néven publikálja. A „görög” és „Trója” sorozattal kipróbálja magát a történelmi fantasy stílusban is, sikerrel. Természetesen hősi fantasy regényeket is ír még folyamatosan.
2006-ban egy alaszkai utazáson rosszul lett. Azonnal hazautazott Angliába, ahol szívműtétet végeztek rajta. Néhány nap után haza térhetett otthonába és folytathatta az írást. 2006. július 28-án – nem sokkal 58. születésnapja előtt – írás közben halt meg, szívkoszorúér szűkületben. Az éppen akkor írt regénye, a Trója sorozat utolsó részét (Troy: Fall of Kings) végül felesége fejezi be.

## Művei
Magyarországon még nem jelent meg az összes könyve, de a kiadó tervei között szerepel az összes mű lefordítása.
A "Legenda" és a "Király a kapun túl(ról)" című műveit dr. Máyer Júlia fordította magyarra, a többi regényt pedig Sziklai István.

### Drenai saga

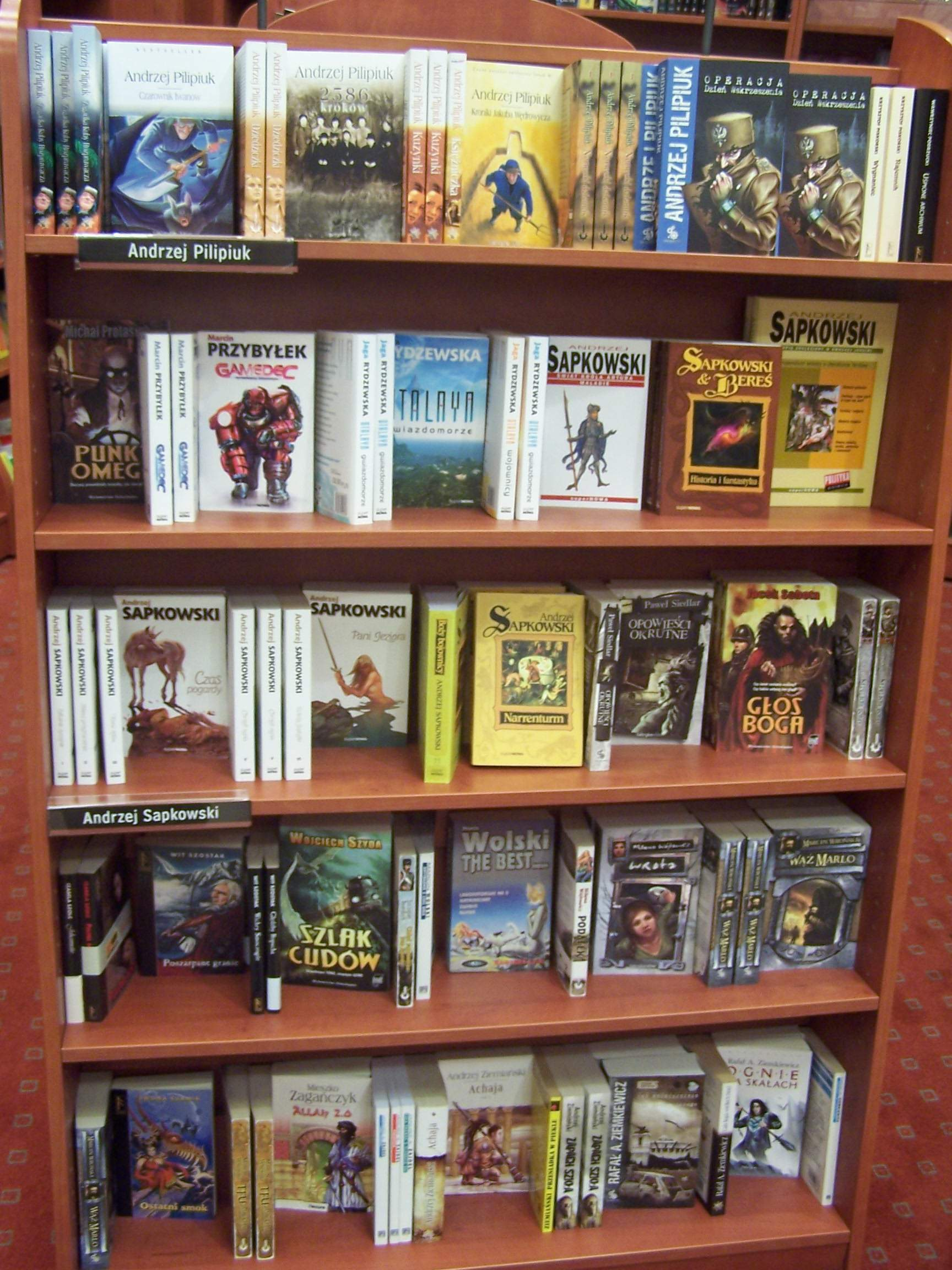

A lista a történetek kronológiája szerinti sorrendet követi (11 mű; zárójelben a javasolt olvasási sorrend):
- Árnyjáró 2003, (Waylander) (1986) – (3)
- A farkas birodalma 2003, (Waylander II: In the Realm of the Wolf) (1992) – (4)
- Árnyak hőse 2003, (Hero in the Shadows)(2000) – (5)
- Legendás Druss első krónikája (The First Chronicles of Druss the Legend) (1993) – (6)
- Haláljáró legendája (The Legend of Deathwalker) (1996) – (7)
- Fehér Farkas (White Wolf) (2003) – (10)
- Legenda (Legend) (1984) – (1)
- Király a kapun túl(ról) (The King Beyond the Gate) (1985)- (2)
- Kallódó hősök (Quest for Lost Heroes) (1990) – (8)
- A tél harcosai 2006, (Winter Warriors) (1996) – (9)
- A Nappal és Éjjel kardjai 2006, (The Swords of Night and Day) (2004) – (11)

### Rigante ciklus
- Kard a viharban (Sword in the Storm) (1999)
- Éjféli sólyom (Midnight Falcon) (2000)
- Hollószív (Ravenheart) (2001)
- Viharlovas (Stormrider) (2002)

### Trója sorozat
Történelmi regény.

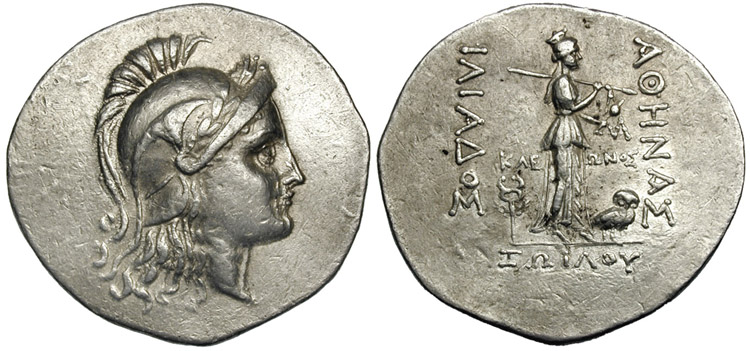

- Trója – Az Ezüst Íj Ura I-II. (Troy: Lord of the Silver Bow) (2005)
- Trója III. – A Villámlás Pajzsa (Troy: Shield of Thunder) (2006)
- Trója IV. – Királyok Bukása (Troy: Fall of Kings) (2007) – 	Stella Gemmell fejezi be.

### Görög sorozat
Történelmi fantasy.
- Makedónia oroszlánja (Lion of Macedon) (1990)
- A sötét herceg (Dark Prince) (1991)[3]

### A Hatalom Kövei (Sipstrassi) sorozat
Az Artúr mondakört és Atlantisz mitológiáját dolgozza fel. (Delta Vision kiadó)
- A Kísértetkirály (Ghost King) (1988)
- A Hatalom utolsó Kardja (Last Sword of Power) (1988)

### Jon Shannow sorozat
Földön játszódó poszt-apokaliptikus történet, amelyben a „Sipstrassi” sorozat egyes elemei is megjelennek.
- Árnyékok farkasa (Wolf in Shadow) (1987)
- Az utolsó örző ("The Last Guardian") (1989)
- Vérkő ("Bloodstone") (1994)

### A Sólyomkirálynő sorozat
- A Vaskezű lánya (Ironhand's Daughter) (1995)
- The Hawk Eternal (1995)

### Egyéb fantasy könyvei
- Knights of Dark Renown (1989)
- Morningstar (1992)
- Dark Moon (1996)
- Echoes of the Great Song (1997)

### Ross Harding név alatt kiadott regény
Szokásos műfajától eltérően nem fantasy könyv, így más írói nevet használt. Magyarul még nem jelent meg.
- White Knight, Black Swan (1993)

## Magyarul
- Legenda; ford. Máyer Júlia; Valhalla Páholy, Bp., 1994
- Király a kapun túl; ford. Máyer Júlia; Valhalla Páholy, Bp., 1999
- Árnyjáró; ford. Sziklai István; Delta Vision, Bp., 2003
- A farkas birodalma; ford. Sziklai István; Delta Vision, Bp., 2003
- Árnyak hőse rnyjáró, a gyilkos az ősi gonosz nyomában; ford. Sziklai István; Delta Vision, Bp., 2003
- Legendás Druss első krónikája; ford. Sziklai István; Delta Vision, Bp., 2004
- The lost saint. Fehér farkas; ford. Sziklai István; Delta Vision, Bp., 2004
- Haláljáró legendája; ford. Sziklai István; Delta Vision, Bp., 2004
- Legenda; ford. Máyer Júlia; 2. jav. kiad.; Delta Vision, Bp., 2005
- Király a kapun túl; ford. Máyer Júlia; 2. jav. kiad.; Delta Vision, Bp., 2005
- Kallódó hősök; ford. Sziklai István; Delta Vision, Bp., 2005
- A nappal és éjjel kardjai. Elátkozott Skillgannon regénye; ford. Sziklai István; Delta Vision, Bp., 2006 (Gemmell-könyvek)
- A tél harcosai; ford. Sziklai István; Delta Vision, Bp., 2006 (Gemmell-könyvek)
- Kard a viharban. Rigante-ciklus I. kötet; ford. Sziklai István; Delta Vision, Bp., 2007 (Gemmell-könyvek)
- Éjféli sólyom. Rigante-ciklus II. kötet; ford. Sziklai István; Delta Vision, Bp., 2007 (Gemmell-könyvek)
- Hollószív. Rigante-ciklus III. kötet; ford. Sziklai István; Delta Vision, Bp., 2008 (Gemmell-könyvek)
- Viharlovas. Rigante-ciklus IV. kötet; ford. Sziklai István; Delta Vision, Bp., 2009 (Gemmell-könyvek)
- Trója. Az ezüst íj ura, 1-2.; ford. Sziklai István; Delta Vision, Bp., 2010 (Gemmell-könyvek)
- Trója. A villámlás pajzsa; ford. Sziklai István; Delta Vision, Bp., 2012 (Gemmell-könyvek)
- Makedónia oroszlánja; ford. Sziklai István; Delta Vision, Bp., 2013 (Gemmell-könyvek)
- David Gemmell–Stella Gemmell: Trója. Királyok bukása; ford. Sziklai István; Delta Vision, Bp., 2013 (Gemmell-könyvek)
- Vérkő. John Shannow 3. kötet; ford. Sziklai István; Delta Vision, Bp., 2017
- A Vaskezű lánya. A Sólyomkirálynő 1. kötete; ford. Sziklai István; Delta Vision, Bp., 2020
- Az örökkévaló sólyom. A Sólyomkirálynő sorozat 2. kötete; ford. Sziklai István; Delta Vision, Bp., 2020

### Egyéb
- Legendák. Történetek David Gemmel emlékére; szerk. Ian Whates; Delta Vision, Bp., 2016